# Zhuyin
Zhùyīn Fúhào (vanligen förkortat zhùyīn; 注音) är ett fonetiskt transkriptionssystem för kinesiska, som numera huvudsakligen används i Taiwan av politiska skäl. På det kinesiska fastlandet är pinyin det etablerade transkriptionssystemet. De ingående symbolerna är baserade på de streck som ingår i de kinesiska tecknen.. Zhuyin används i inlärningsmaterialet för både vuxna och modersmålstalande barn men sådana är ganska få utanför Taiwan.

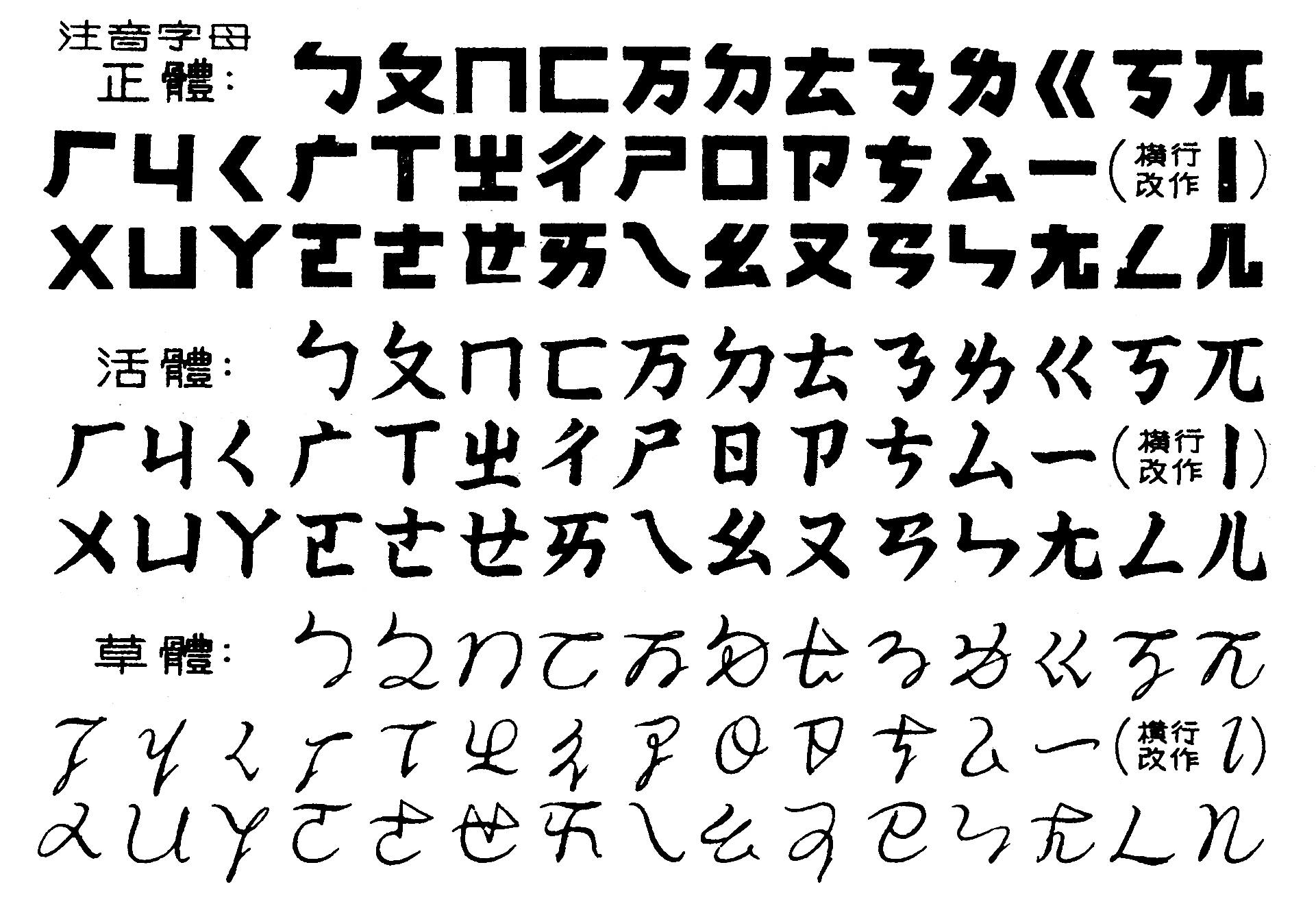
Zhuyin med tre olika stilar.

Transkriptionssystemets uppfinnare är Zhang Binglin som ville skapa ett system för att beteckna de 37 kinesiska fonemen med lika många tecken i början av 1900-talet.

## Namnet
Namnet zhùyīn fúhào betyder bokstavligen "symboler betecknade ljud". Det fullständiga namnet stavas 注音符號 med traditionella tecken och 注音符号 med förenklade tecken. Zhuyin kallas ofta även bopomofo (ㄅㄆㄇㄈ) efter de fyra första symbolerna i systemet, på samma sätt som alfabetet är uppkallat efter de ursprungliga namnen på de två första bokstäverna.

## Symboler
| Översikt över symbolerna i Zhùyīn Fúhào | Översikt över symbolerna i Zhùyīn Fúhào | Översikt över symbolerna i Zhùyīn Fúhào | Översikt över symbolerna i Zhùyīn Fúhào | Översikt över symbolerna i Zhùyīn Fúhào | Översikt över symbolerna i Zhùyīn Fúhào | Översikt över symbolerna i Zhùyīn Fúhào | Översikt över symbolerna i Zhùyīn Fúhào | Översikt över symbolerna i Zhùyīn Fúhào | Översikt över symbolerna i Zhùyīn Fúhào | Översikt över symbolerna i Zhùyīn Fúhào | Översikt över symbolerna i Zhùyīn Fúhào | Översikt över symbolerna i Zhùyīn Fúhào | Översikt över symbolerna i Zhùyīn Fúhào | Översikt över symbolerna i Zhùyīn Fúhào |
| --------------------------------------- | --------------------------------------- | --------------------------------------- | --------------------------------------- | --------------------------------------- | --------------------------------------- | --------------------------------------- | --------------------------------------- | --------------------------------------- | --------------------------------------- | --------------------------------------- | --------------------------------------- | --------------------------------------- | --------------------------------------- | --------------------------------------- |
| zhuyin                                  | pinyin                                  | IPA                                     |                                         | zhuyin                                  | pinyin                                  | IPA                                     |                                         | zhuyin                                  | pinyin                                  | IPA                                     |                                         | zhuyin                                  | pinyin                                  | IPA                                     |
| Konsonanter (聲母)                      |                                         |                                         |                                         |                                         |                                         |                                         |                                         |                                         |                                         |                                         |                                         |                                         |                                         |                                         |
| ㄅ                                      | b                                       | b̥                                       |                                         | ㄆ                                      | p                                       | pʰ                                      |                                         | ㄇ                                      | m                                       | m                                       |                                         | ㄈ                                      | f                                       | f                                       |
| ㄉ                                      | d                                       | d̥                                       |                                         | ㄊ                                      | t                                       | tʰ                                      |                                         | ㄋ                                      | n                                       | n                                       |                                         | ㄌ                                      | l                                       | l                                       |
| ㄍ                                      | g                                       | g̊                                       |                                         | ㄎ                                      | k                                       | kʰ                                      |                                         | ㄏ                                      | h                                       | x                                       |                                         |                                         |                                         |                                         |
| ㄐ                                      | j                                       | ʥ̥                                       |                                         | ㄑ                                      | q                                       | ʨʰ                                      |                                         | ㄒ                                      | x                                       | ɕ                                       |                                         | ㄧ                                      | y                                       | j                                       |
| ㄓ                                      | zh                                      | ɖʐ̥                                      |                                         | ㄔ                                      | ch                                      | ʈʂʰ                                     |                                         | ㄕ                                      | sh                                      | ʂ                                       |                                         | ㄨ                                      | w                                       | w                                       |
| ㄗ                                      | z                                       | ʣ̥                                       |                                         | ㄘ                                      | c                                       | ʦʰ                                      |                                         | ㄙ                                      | s                                       | s                                       |                                         | ㄖ                                      | r                                       | ʐ                                       |
| Vokaler (韻母)                          |                                         |                                         |                                         |                                         |                                         |                                         |                                         |                                         |                                         |                                         |                                         |                                         |                                         |                                         |
| ㄚ                                      | a                                       | a                                       |                                         | ㄛ                                      | o                                       | o                                       |                                         | ㄜ                                      | e                                       | ɤ                                       |                                         | ㄝ                                      | ê                                       | ɛ                                       |
| ㄞ                                      | ai                                      | ai                                      |                                         | ㄟ                                      | ei                                      | ei                                      |                                         | ㄠ                                      | ao                                      | aʊ                                      |                                         | ㄡ                                      | ou                                      | ou                                      |
| ㄢ                                      | an                                      | an                                      |                                         | ㄣ                                      | en                                      | ǝn                                      |                                         | ㄤ                                      | ang                                     | ɑŋ                                      |                                         | ㄥ                                      | eng                                     | ǝŋ                                      |
| ㄦ                                      | er                                      | ɚ                                       |                                         | ㄧ                                      | i                                       | i                                       |                                         | ㄨ                                      | u                                       | u                                       |                                         | ㄩ                                      | ü                                       | y                                       |
| Toner (聲調)                            |                                         |                                         |                                         |                                         |                                         |                                         |                                         |                                         |                                         |                                         |                                         |                                         |                                         |                                         |
| 1 : omarkerad                           | ˉ                                       | ˉ                                       |                                         | 2 : ˊ                                   | ˊ                                       | ˊ                                       |                                         | 3 : ˇ                                   | ˇ                                       | ˇ                                       |                                         | 4 : ˋ                                   | ˋ                                       | ˋ                                       |

## Skrivregler

### Finaler
Tre av de symboler som används för nasala finalvokaler: ㄣ /en/, ㄤ /ang/ och ㄥ /eng/, används också i kombination med symbolerna ㄧ /i/ och ㄨ /u/ för att ange att dessa är nasalerade; sålunda skall ㄧㄣ utläsas /in/, ㄧㄥ /ing/ och ㄨㄥ /ong/.